# Angela Eiter
Angela Eiter, avstrijska športna plezalka, * 27. januar 1986, Zams, Avstrija.